# Anna van Denemarken (1574-1619)

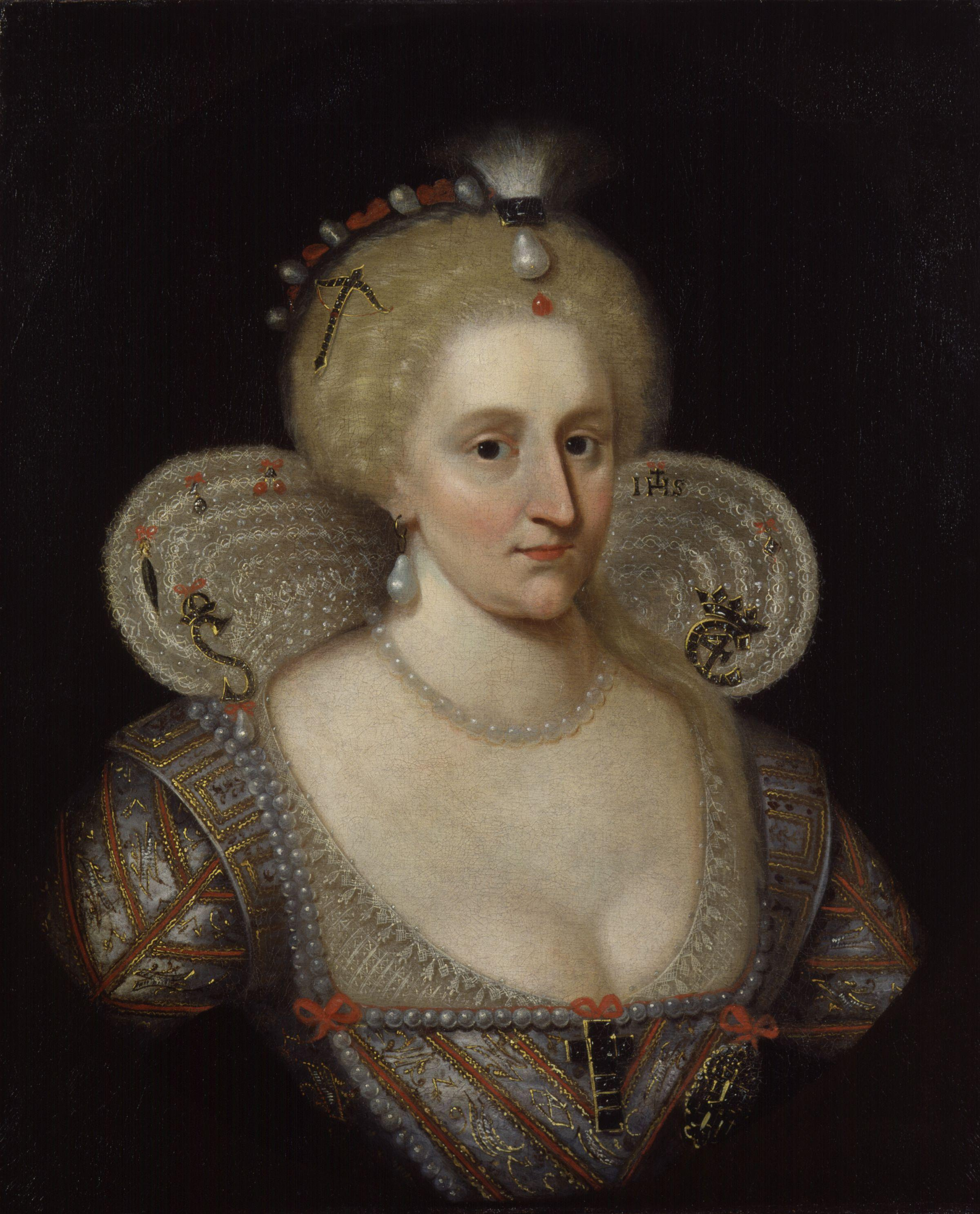
Anna van Denemarken door Paul van Somer

Anna van Denemarken (Skanderborg, 12 december 1574 — Hampton Court Palace, 2 maart 1619) was een dochter van Frederik II van Denemarken en van Sophia van Mecklenburg-Güstrow. Op 23 november 1589 trouwde zij in Oslo met de latere koning Jacobus I van Engeland en werd de moeder van:
- Hendrik Frederik (19 februari 1594 - 6 november 1612), hij stierf op jonge leeftijd en was van 1603 tot 1612 de Prins van Wales.
- Elisabeth (19 augustus 1596 - 13 februari 1662), in 1613 gehuwd met Frederik V van de Palts, zij werd grootmoeder van de latere Britse koning George I
- Margaretha (24 december 1598 - maart 1600)
- Karel I van Engeland (19 november 1600 - 30 januari 1649), koning van Schotland, Engeland en Ierland (1625-1649), trouwde met Henriëtta Maria van Frankrijk, dochter van de Franse koning Hendrik IV, werd in 1649 geëxecuteerd
- Robert (18 januari 1602 - 27 mei 1602), stierf toen hij vier maanden oud was
- Maria (8 april 1605 - 16 december 1607)
- Sophia (juni 1606)

Alhoewel zij protestants was opgevoed, bekeerde zij zich kort na haar huwelijk tot het katholicisme. Anna legde een dure smaak aan de dag op gebied van kledij, juwelen, waarvoor diep in de financiën van het hof diende geput te worden. Zij werd beschermvrouwe van de kunst en bouwde een eigen hof uit.

## Kwartierstaat
| Magnus I van Saksen-Lauenburg (1470-1543) | Magnus I van Saksen-Lauenburg (1470-1543) | Magnus I van Saksen-Lauenburg (1470-1543) | Magnus I van Saksen-Lauenburg (1470-1543) | Magnus I van Saksen-Lauenburg (1470-1543) | Magnus I van Saksen-Lauenburg (1470-1543) |                                           |                                           | Catharina van Brunswijk-Wolfenbüttel (1488-1563) | Catharina van Brunswijk-Wolfenbüttel (1488-1563) | Catharina van Brunswijk-Wolfenbüttel (1488-1563) | Catharina van Brunswijk-Wolfenbüttel (1488-1563) | Catharina van Brunswijk-Wolfenbüttel (1488-1563) | Catharina van Brunswijk-Wolfenbüttel (1488-1563) |                                        |                                        | Anna van Brandenburg (1487-1514)          | Anna van Brandenburg (1487-1514)          | Anna van Brandenburg (1487-1514)          | Anna van Brandenburg (1487-1514)          | Anna van Brandenburg (1487-1514)          | Anna van Brandenburg (1487-1514)          |  |  | Frederik I van Denemarken (1471-1533) | Frederik I van Denemarken (1471-1533) | Frederik I van Denemarken (1471-1533) | Frederik I van Denemarken (1471-1533) | Frederik I van Denemarken (1471-1533) | Frederik I van Denemarken (1471-1533) |  |  | Sophia van Pommeren (1498-1568)      | Sophia van Pommeren (1498-1568)      | Sophia van Pommeren (1498-1568)      | Sophia van Pommeren (1498-1568)      | Sophia van Pommeren (1498-1568)      | Sophia van Pommeren (1498-1568)      |                                            |                                            | Albrecht VII van Mecklenburg-Güstrow (1486-1547) | Albrecht VII van Mecklenburg-Güstrow (1486-1547) | Albrecht VII van Mecklenburg-Güstrow (1486-1547) | Albrecht VII van Mecklenburg-Güstrow (1486-1547) | Albrecht VII van Mecklenburg-Güstrow (1486-1547) | Albrecht VII van Mecklenburg-Güstrow (1486-1547) |                                            |                                            | Anna van Brandenburg (1507-1567)           | Anna van Brandenburg (1507-1567)           | Anna van Brandenburg (1507-1567) | Anna van Brandenburg (1507-1567) | Anna van Brandenburg (1507-1567) | Anna van Brandenburg (1507-1567) |
| Magnus I van Saksen-Lauenburg (1470-1543) | Magnus I van Saksen-Lauenburg (1470-1543) | Magnus I van Saksen-Lauenburg (1470-1543) | Magnus I van Saksen-Lauenburg (1470-1543) | Magnus I van Saksen-Lauenburg (1470-1543) | Magnus I van Saksen-Lauenburg (1470-1543) |                                           |                                           | Catharina van Brunswijk-Wolfenbüttel (1488-1563) | Catharina van Brunswijk-Wolfenbüttel (1488-1563) | Catharina van Brunswijk-Wolfenbüttel (1488-1563) | Catharina van Brunswijk-Wolfenbüttel (1488-1563) | Catharina van Brunswijk-Wolfenbüttel (1488-1563) | Catharina van Brunswijk-Wolfenbüttel (1488-1563) |                                        |                                        | Anna van Brandenburg (1487-1514)          | Anna van Brandenburg (1487-1514)          | Anna van Brandenburg (1487-1514)          | Anna van Brandenburg (1487-1514)          | Anna van Brandenburg (1487-1514)          | Anna van Brandenburg (1487-1514)          |  |  | Frederik I van Denemarken (1471-1533) | Frederik I van Denemarken (1471-1533) | Frederik I van Denemarken (1471-1533) | Frederik I van Denemarken (1471-1533) | Frederik I van Denemarken (1471-1533) | Frederik I van Denemarken (1471-1533) |  |  | Sophia van Pommeren (1498-1568)      | Sophia van Pommeren (1498-1568)      | Sophia van Pommeren (1498-1568)      | Sophia van Pommeren (1498-1568)      | Sophia van Pommeren (1498-1568)      | Sophia van Pommeren (1498-1568)      |                                            |                                            | Albrecht VII van Mecklenburg-Güstrow (1486-1547) | Albrecht VII van Mecklenburg-Güstrow (1486-1547) | Albrecht VII van Mecklenburg-Güstrow (1486-1547) | Albrecht VII van Mecklenburg-Güstrow (1486-1547) | Albrecht VII van Mecklenburg-Güstrow (1486-1547) | Albrecht VII van Mecklenburg-Güstrow (1486-1547) |                                            |                                            | Anna van Brandenburg (1507-1567)           | Anna van Brandenburg (1507-1567)           | Anna van Brandenburg (1507-1567) | Anna van Brandenburg (1507-1567) | Anna van Brandenburg (1507-1567) | Anna van Brandenburg (1507-1567) |
|                                           |                                           |                                           |                                           |                                           |                                           |                                           |                                           |                                                  |                                                  |                                                  |                                                  |                                                  |                                                  |                                        |                                        |                                           |                                           |                                           |                                           |                                           |                                           |  |  |                                       |                                       |                                       |                                       |                                       |                                       |  |  |                                      |                                      |                                      |                                      |                                      |                                      |                                            |                                            |                                                  |                                                  |                                                  |                                                  |                                                  |                                                  |                                            |                                            |                                            |                                            |                                  |                                  |                                  |                                  |
|                                           |                                           |                                           |                                           |                                           |                                           |                                           |                                           |                                                  |                                                  |                                                  |                                                  |                                                  |                                                  |                                        |                                        |                                           |                                           |                                           |                                           |                                           |                                           |  |  |                                       |                                       |                                       |                                       |                                       |                                       |  |  |                                      |                                      |                                      |                                      |                                      |                                      |                                            |                                            |                                                  |                                                  |                                                  |                                                  |                                                  |                                                  |                                            |                                            |                                            |                                            |                                  |                                  |                                  |                                  |
|                                           |                                           |                                           |                                           | Dorothea van Saksen-Lauenburg (1511-1571) | Dorothea van Saksen-Lauenburg (1511-1571) | Dorothea van Saksen-Lauenburg (1511-1571) | Dorothea van Saksen-Lauenburg (1511-1571) | Dorothea van Saksen-Lauenburg (1511-1571)        | Dorothea van Saksen-Lauenburg (1511-1571)        |                                                  |                                                  |                                                  |                                                  |                                        |                                        | Christiaan III van Denemarken (1503-1559) | Christiaan III van Denemarken (1503-1559) | Christiaan III van Denemarken (1503-1559) | Christiaan III van Denemarken (1503-1559) | Christiaan III van Denemarken (1503-1559) | Christiaan III van Denemarken (1503-1559) |  |  |                                       |                                       |                                       |                                       |                                       |                                       |  |  | Elisabeth van Denemarken (1524-1586) | Elisabeth van Denemarken (1524-1586) | Elisabeth van Denemarken (1524-1586) | Elisabeth van Denemarken (1524-1586) | Elisabeth van Denemarken (1524-1586) | Elisabeth van Denemarken (1524-1586) |                                            |                                            |                                                  |                                                  |                                                  |                                                  | Ulrich van Mecklenburg-Güstrow (1527-1603)       | Ulrich van Mecklenburg-Güstrow (1527-1603)       | Ulrich van Mecklenburg-Güstrow (1527-1603) | Ulrich van Mecklenburg-Güstrow (1527-1603) | Ulrich van Mecklenburg-Güstrow (1527-1603) | Ulrich van Mecklenburg-Güstrow (1527-1603) |                                  |                                  |                                  |                                  |
|                                           |                                           |                                           |                                           | Dorothea van Saksen-Lauenburg (1511-1571) | Dorothea van Saksen-Lauenburg (1511-1571) | Dorothea van Saksen-Lauenburg (1511-1571) | Dorothea van Saksen-Lauenburg (1511-1571) | Dorothea van Saksen-Lauenburg (1511-1571)        | Dorothea van Saksen-Lauenburg (1511-1571)        |                                                  |                                                  |                                                  |                                                  |                                        |                                        | Christiaan III van Denemarken (1503-1559) | Christiaan III van Denemarken (1503-1559) | Christiaan III van Denemarken (1503-1559) | Christiaan III van Denemarken (1503-1559) | Christiaan III van Denemarken (1503-1559) | Christiaan III van Denemarken (1503-1559) |  |  |                                       |                                       |                                       |                                       |                                       |                                       |  |  | Elisabeth van Denemarken (1524-1586) | Elisabeth van Denemarken (1524-1586) | Elisabeth van Denemarken (1524-1586) | Elisabeth van Denemarken (1524-1586) | Elisabeth van Denemarken (1524-1586) | Elisabeth van Denemarken (1524-1586) |                                            |                                            |                                                  |                                                  |                                                  |                                                  | Ulrich van Mecklenburg-Güstrow (1527-1603)       | Ulrich van Mecklenburg-Güstrow (1527-1603)       | Ulrich van Mecklenburg-Güstrow (1527-1603) | Ulrich van Mecklenburg-Güstrow (1527-1603) | Ulrich van Mecklenburg-Güstrow (1527-1603) | Ulrich van Mecklenburg-Güstrow (1527-1603) |                                  |                                  |                                  |                                  |
|                                           |                                           |                                           |                                           |                                           |                                           |                                           |                                           |                                                  |                                                  | Frederik II van Denemarken (1534-1588)           | Frederik II van Denemarken (1534-1588)           | Frederik II van Denemarken (1534-1588)           | Frederik II van Denemarken (1534-1588)           | Frederik II van Denemarken (1534-1588) | Frederik II van Denemarken (1534-1588) |                                           |                                           |                                           |                                           |                                           |                                           |  |  |                                       |                                       |                                       |                                       |                                       |                                       |  |  |                                      |                                      |                                      |                                      |                                      |                                      | Sophia van Mecklenburg-Güstrow (1557-1631) | Sophia van Mecklenburg-Güstrow (1557-1631) | Sophia van Mecklenburg-Güstrow (1557-1631)       | Sophia van Mecklenburg-Güstrow (1557-1631)       | Sophia van Mecklenburg-Güstrow (1557-1631)       | Sophia van Mecklenburg-Güstrow (1557-1631)       |                                                  |                                                  |                                            |                                            |                                            |                                            |                                  |                                  |                                  |                                  |
|                                           |                                           |                                           |                                           |                                           |                                           |                                           |                                           |                                                  |                                                  | Frederik II van Denemarken (1534-1588)           | Frederik II van Denemarken (1534-1588)           | Frederik II van Denemarken (1534-1588)           | Frederik II van Denemarken (1534-1588)           | Frederik II van Denemarken (1534-1588) | Frederik II van Denemarken (1534-1588) |                                           |                                           |                                           |                                           |                                           |                                           |  |  |                                       |                                       |                                       |                                       |                                       |                                       |  |  |                                      |                                      |                                      |                                      |                                      |                                      | Sophia van Mecklenburg-Güstrow (1557-1631) | Sophia van Mecklenburg-Güstrow (1557-1631) | Sophia van Mecklenburg-Güstrow (1557-1631)       | Sophia van Mecklenburg-Güstrow (1557-1631)       | Sophia van Mecklenburg-Güstrow (1557-1631)       | Sophia van Mecklenburg-Güstrow (1557-1631)       |                                                  |                                                  |                                            |                                            |                                            |                                            |                                  |                                  |                                  |                                  |
|                                           |                                           |                                           |                                           |                                           |                                           |                                           |                                           |                                                  |                                                  |                                                  |                                                  |                                                  |                                                  |                                        |                                        |                                           |                                           |                                           |                                           |                                           |                                           |  |  |                                       |                                       |                                       |                                       |                                       |                                       |  |  |                                      |                                      |                                      |                                      |                                      |                                      |                                            |                                            |                                                  |                                                  |                                                  |                                                  |                                                  |                                                  |                                            |                                            |                                            |                                            |                                  |                                  |                                  |                                  |
|                                           |                                           |                                           |                                           |                                           |                                           |                                           |                                           |                                                  |                                                  |                                                  |                                                  |                                                  |                                                  |                                        |                                        |                                           |                                           |                                           |                                           |                                           |                                           |  |  |                                       |                                       |                                       |                                       |                                       |                                       |  |  |                                      |                                      |                                      |                                      |                                      |                                      |                                            |                                            |                                                  |                                                  |                                                  |                                                  |                                                  |                                                  |                                            |                                            |                                            |                                            |                                  |                                  |                                  |                                  |
| Elisabeth van Denemarken (1573-1626)      | Elisabeth van Denemarken (1573-1626)      | Elisabeth van Denemarken (1573-1626)      | Elisabeth van Denemarken (1573-1626)      | Elisabeth van Denemarken (1573-1626)      | Elisabeth van Denemarken (1573-1626)      |                                           |                                           | Anna van Denemarken (1574-1619)                  | Anna van Denemarken (1574-1619)                  | Anna van Denemarken (1574-1619)                  | Anna van Denemarken (1574-1619)                  | Anna van Denemarken (1574-1619)                  | Anna van Denemarken (1574-1619)                  |                                        |                                        | Christiaan IV van Denemarken (1577-1648)  | Christiaan IV van Denemarken (1577-1648)  | Christiaan IV van Denemarken (1577-1648)  | Christiaan IV van Denemarken (1577-1648)  | Christiaan IV van Denemarken (1577-1648)  | Christiaan IV van Denemarken (1577-1648)  |  |  | Ulrich van Denemarken (1578-1624)     | Ulrich van Denemarken (1578-1624)     | Ulrich van Denemarken (1578-1624)     | Ulrich van Denemarken (1578-1624)     | Ulrich van Denemarken (1578-1624)     | Ulrich van Denemarken (1578-1624)     |  |  | Augusta van Denemarken (1580-1639)   | Augusta van Denemarken (1580-1639)   | Augusta van Denemarken (1580-1639)   | Augusta van Denemarken (1580-1639)   | Augusta van Denemarken (1580-1639)   | Augusta van Denemarken (1580-1639)   |                                            |                                            | Hedwig van Denemarken (1581-1641)                | Hedwig van Denemarken (1581-1641)                | Hedwig van Denemarken (1581-1641)                | Hedwig van Denemarken (1581-1641)                | Hedwig van Denemarken (1581-1641)                | Hedwig van Denemarken (1581-1641)                |                                            |                                            | Johan van Denemarken (1583-1602)           | Johan van Denemarken (1583-1602)           | Johan van Denemarken (1583-1602) | Johan van Denemarken (1583-1602) | Johan van Denemarken (1583-1602) | Johan van Denemarken (1583-1602) |